# تونل توحید
تونل توحید از دو تونل کنار هم بطول ۲۱۳۶ متر تشکیل شده که هرکدام از تونل‌ها شامل ۳ باند رفت و برگشت بوده و به عنوان نخستین تونل شمال به جنوب تهران، بزرگراه چمران را به بزرگراه نواب صفوی پیوند می‌دهد. ساخت این تونل در رکوردی بی‌سابقه طی ۳۰ ماه به پایان رسید که در زمان پایان ساخت، بزرگترین تونل شهری ایران بود. تونل توحید در فهرست زیباترین خیابان‌ها و گذرگاه‌ها در سراسر دنیا قرار گرفت.

## طراحی و ساخت
ساخت این تونل در تاریخ ۲۹ خرداد ۱۳۸۶ آغاز شد و کلنگ آن توسط محمدباقر قالیباف، شهردار تهران به زمین زده شد. در مردادماه سال ۱۳۸۸ بر اثر ریزش تونل و نشست زمین بین بزرگراه نواب تا خیابان کلهر یک نفر کشته و چهار نفر مصدوم شدند.
به‌گفتهٔ سخنگوی شهرداری تهران، در ساخت تونل توحید از هزینهٔ ۲۰۰ میلیارد تومانی تهیه شده از مرکز عوارضی‌های مردمی استفاده شد. به گفتهٔ محمدباقر قالیباف «به طور کلی می‌توان گفت هزینهٔ احداث تونل ۳۰۰ میلیارد تومان شده‌است.»
کارفرمایی پروژه را سازمان مهندسی و عمران شهر تهرانبر عهده داشت. تاریخ انعقاد قرارداد پروژه ۲۱ فروردین ۱۳۸۶ و تاریخ شروع واقعی پروژه ۲۹ فروردین ۱۳۸۶ بود.

## افتتاح و بهره‌برداری
تونل توحید دو سال پس از آغاز پروژه همزمان با آغاز دهه فجر در تاریخ ۱۲ بهمن ۱۳۸۸ گشایش یافت. این تونل که کلنگ احداث آن در سال ۱۳۸۶ توسط محمدباقر قالیباف، شهردار وقت تهران به زمین زده شد در رکوردی بی‌سابقه طی ۳۰ ماه به پایان رسید. این درحالیست که تونل توحید سه برابر تونل رسالت است و در مقایسه با این تونل ۲۷ سال زودتر ساخته و بهره‌برداری شد.
بیش از ۱۰۰ خبرنگار و عکاس رسانه‌های گروهی به منظور پوشش خبری مراسم افتتاح تونل توحید در این محل حضور یافتند. بر اساس این گزارش تعدادی از نمایندگان رسانه‌های خارجی نیز در مراسم افتتاح تونل توحید حضور یافته و جمع کثیری از شهروندان نیز در ورودی تونل توحید با شاخه‌های گل شاهد افتاح این تونل شدند. این تونل با عبور کاروان انقلاب که گذر ۳۰ سال تاریخ را نشان می‌داد در مسیری گل‌کاری شده افتتاح شد.

## تجهیزات و مشخصات
این تونل مجهز به سامانه برق اضطراری اختصاصی است که در هنگام قطع شبکه برق تهران، برق تونل به صورت خودکار تأمین می‌شود. همچنین جهت تهویه آن از ۷۰ دستگاه جت فن و ۱۱ دستگاه اگزاست فن بهره گرفته شده‌است. این تونل بمانند تونل رسالت دارای سامانه هوشمند تنظیم نور بیرونی و درونی تونل می‌باشد.
در کل مسیر تونل در فواصل نیم متر به نیم متر، در پشت بتن ریزی و آرماتور بندی اصلی از سازه های فلزی تحت نام لتیس گریدر استفاده شده است. تیم بسیار قوی کنترل کیفیت و تضمین کیفیت با مدیریت مهندسین عبدالرضا فتحی و سینا مطهری و استفاده از سیستم الکترونیکی تایید کیفی به صورت شبانه روزی پیشرفت و ساخت پروژه را پایش کرده است. بکارگیری بیش از ۳ هزار شمع و ۲۵ هزار قطعه بتونی و نصب سامانه هوشمند در برابر زلزله پیش‌بینی شده که این سازه در برابر زلزله‌های ۷ و ۸ ریشتری مقاوم بماند. پیش‌بینی به عنوان پناهگاه شهروندان، حین وقوع زلزله، گفتار رسانه‌ای بی‌پایه محسوب می‌شود زیرا زلزله ناگهانی رخ می‌دهد و طی چند ثانیه نیز پایان میابد.
== وضعیت ایمنی و رفاهی تونل توحید == آلودگی هوا در چندین مورد مستند (فیلم برداری شده) عامل بیهوش شدن رانندگان گشته است. نشتی آب در این تونل بسیار است.